# Wólka Leszczańska
Wólka Leszczańska [pronunciación en polaco: /ˈvulka lɛʂˈt͡ʂUnɲska/] es un pueblo ubicado en el distrito administrativo de Gmina Żbarroź, dentro del Condado de Chełm, Voivodato de Lublin, en Polonia oriental. Se encuentra aproximadamente a 3 kilómetros al oeste de Żbarroź, a 19 kilómetros al sureste de Chełm, y a 79 kilómetros al este de la capital regional Lublin.